# Самцхе-Џавахетија
Самцхе-Џавахетија је покрајина у саставу Грузије. Има 160.504 становника (2014) и Јермени чине већину становништва (50,5% на основу цензуса из 2014.).
Главни град је Ахалцихе.

## Етничка структура
- Јермени 50,5%
- Грузини 48,3%
- Руси 0,4%
- Грци 0,3%
- Осети 0,2%[1]